# إلخان شيشين
إلخان شيشين هو مغني وممثل تركي من مواليد 18 يونيو عام 1948، في مدينة مانيسا. بدأ مسيرته الفنية عام 1968 حيث شارك ببعض الأغاني التي أثارت ضجة كبيرة، وفي عام 2002 أسس فرقة غنائية أطلق عليها اسم مجموعة «Gündoğarken»، لكن بالرغم من ذلك قام بتأدية الكثير من الأغاني المنفردة.

## روابط خارجية
- إلخان شيشين على موقع IMDb (الإنجليزية)
- إلخان شيشين على موقع ميوزك برينز (الإنجليزية)
- إلخان شيشين على موقع ديسكوغز (الإنجليزية)
- إلخان شيشين على موقع قاعدة بيانات الفيلم (الإنجليزية)